# Dynamix
A Dynamix, Inc. foi uma produtora de videojogos americana de 1984 a 2001, mais conhecida pelo simulador de voo Red Baron, o puzzle game The Incredible Machine, a série Front Page Sports, o aclamado Traição em Krondor  e o jogo multijogador online Tribes.

## História
A empresa foi fundada em 1984 em Eugene, Oregon por Jeff Tunnell e Damon Slye. O seu primeiro título, Stellar 7, foi lançado antes da fundação da empresa e mais tarde foi relançado com o nome Dynamix. Eles fizeram vários jogos para o Commodore 64, entre eles o Project Firestart, que foi um dos títulos mais atmosféricos para o C64.
Nos anos seguintes, a Dynamix criou uma linha de jogos de ação para Penguin Software e Electronic Arts, incluindo um dos primeiros jogos para o Commodore Amiga,  Arcticfox. Títulos posteriores foram desenvolvidos para Activision. Depois de publicar os seus jogos por um tempo, em 1990, o Dynamix foi comprado pela Sierra Entertainment.
A Dynamix publicou A-10 Tank Killer  e o distribuiu através do Mediagenic, mas a aquisição ocorreu durante o desenvolvimento de Red Baron, que se tornou o primeiro jogo da série "Great Warplanes"  — simulador de voo da Dynamix publicada pela Sierra.
A Dynamix criou alguns dos seus jogos mais famosos, incluindo uma linha de aventuras em ] e simuladores que incluíam Red Baron e As aventuras de Willy Beamish. Eles também criaram o jogo  The Incredible Machine , juntamente com o spinoff Incredible Toons de Sid & Al. Outra linha de produtos de sucesso foi a série Front Page Sports, projetada por Pat Cook e Allen McPheeters, que incluía futebol, beisebol e golfe. Versões do Red Baron e do Front Page Sports Football foram incluídas como parte da ImagiNation Network.
Em 1994, Slye concordou com uma declaração na revista Computer Gaming World  que dizia "agora, quando alguém ouve Dynamix, pensa imediatamente num simulador de voo". Em 1994, foi lançado o primeiro jogo de uma nova série chamada Metaltech, um jogo de combate com um robô gigante e com semelhanças com o universo e o jogo BattleTech. Essa série resultou em dois jogos  Earthsiege  e, eventualmente, 'Starsiege'. Como um desenvolvimento paralelo do jogo 'Starsiege', foi criada a bem-sucedida série Tribes. A Dynamix também criou Outpost 2: Divided Destiny, o segundo jogo de estratégia e sobrevivência da Sierra,  Outpost .
O estúdio Dynamix foi fechado pela Sierra on-line em 14 de agosto de 2001, como parte da reestruturação da Sierra sob a Vivendi Universal Interactive Publishing. Vários veteranos do estúdio (incluindo Tunnell), no entanto, permaneceram em Eugene e fundaram um novo estúdio/editor eletrônico, GarageGames.

## Torque Game Engine
Alguns dos membros principais do Dynamix iniciaram o GarageGames, desenvolvedor de jogos e desenvolvedor de jogos amigável ao  Independent. Eles negociaram um acordo com a Sierra, para o código fonte para o Tribes 2 game engine. Depois de refazer o código, o GarageGames o lançou como V12, mas logo foi informado que um mecanismo já tinha o nome, então ele foi chamado de Torque Game Engine (ou TGE). O código fonte do TGE, um mecanismo de nível profissional 3D, estava disponível para quase qualquer pessoa por taxas a partir de  USD $100, mas desde então foi lançado como open source sob a MIT License.